# Анисимовка (Алтайский край)
Анисимовка — исчезнувший посёлок в Суетском районе Алтайского края России. Располагался на территории современного Нижнесуетского сельсовета. Исключен из учётных данных в 1983 году.

## История
Основан в 1906 году. В 1928 г. посёлок Анисимовский состоял из 52 хозяйств. В составе Ново-Ивановского сельсовета Знаменского района Славгородского округа Сибирского края.

## Население
В 1926 году в посёлке проживало 243 человека (129 мужчин и 114 женщин), основное население — русские